# Добре яблуко
«Добре яблуко» («Bonne Pomme») — французький кінофільм 2017 року, знятий режисером Флоранс Квентін, з Катрін Денев і Жераром Депардьє у головних ролях.

## Сюжет
Історія про простодушного механіка Жерара, який одного разу вирішує порвати зі своїм одноманітним життям і невірною дружиною. Він перебирається в глуху глибинку, де зближується з господинею місцевого готелю, але його покинута родина не залишає Жерара в спокої, погрожуючи викрити таємницю, що таємно тремтливо зберігається ним.

## У ролях
- Катрін Денев: Барбара Мане
- Жерар Депардьє: Жерар Морле
- Гійом де Тонкедек: Мер
- Шанталь Ладесу: Меме Морійон
- Грегуар Людіг: Ріко
- Франсуаза Лепен: Надін
- Бенжамен Вуазен: Томас
- Бландін Беллавуар: Мерілу
- Готьє Батту: Ману
- Мурад Будауд: Рашид
- Джеремі Ковілло: Маттел
- Жан-Марі Ламур: Жорж
- Селін Жорріон: Арлетт
- Жад Ено: Наречена
- Саймон Томас: Наречений
- Анаель Снек: Мартін, медсестра
- Патрік Медіоні: клієнт
- Гійом Бріа: кондитер
- Наталі Віньє: клієнтка пані Манжен
- Александр Ле Провор: клієнт пана Манжена
- Нікі Марбо: мешканець Левержона
- Фабріс де ла Вільерве: мешканець Левержона
- Ян Папен: Капітан пожежної охорони
- Мікаель Коллар: фотограф рейду
- Матео Валлон: Комендант
- Вільям Гей: пожежник
- Бен Манц: англійський замовник
- Том Шарп: англійський замовник
- Матіс Друенн: Антуан

## Знімальна група
- Режисер: Флоранс Квентін
- Продюсування: Крістін Гозлан та Домінік Беснехард
- Режисер-постановник: Олів'є Гелі
- Сценарій: Флоранс Квентін та Алексіс Квентін
- Музика: Матьє Ламболей
- Візуальні ефекти: Ален Карсу
- Декорації: Катя Вишкоп
- Монтаж: Беатріс Ерміні
- Оператор: Паскаль Геннесо
- Кастинг: Сван Фам
- Костюми: Батсабе Дрейфус